# Selkis
Selkis (finska: Selki) är en by i Vichtis i det finländska landskapet Nyland. Byn är belägen i kommunens östra del. Den största delen av Selkis by består av gamla hemman och gårdscentrum som ligger bredvid varandra. I Selkis finns även ett byhus där olika evenemang ordnas av byföreningen.
Förr fanns det en skola, tre butiker, ett bankkontor och ett postkontor i Selkis. Alla tjänster byggdes nära Selkis järnvägsstation. Selkis gamla folkskola, som grundades den 26 april 1903, används dagligen för gruppverksamhet. Under sommaren är även Selkis ungdomsförenings hus i bruk.